# Esprit de corps
Pour l'album du groupe Wild Beasts, voir Esprit de corps (EP).
On nomme esprit de corps la loyauté que l'on donne à ses pairs par rapport à la société, à la nation, ou aux croyances. Concrètement, il faut pour cela avoir vécu des expériences communes (positives ou négatives) qui donnent le sentiment d'être « à part ». Par la suite, lorsque la survie, ou simplement les intérêts du groupe sont menacés, ses membres se mobiliseront mieux en sa faveur : ils « font bloc ».
Dans son sens positif, l'esprit de corps permet par exemple à une armée de vétérans d'avoir une meilleure discipline et une confiance accrue, ou à une équipe sportive de mieux résister aux revers (il se rapproche alors de l'esprit d'équipe, mais à un niveau plus profond).
Dans son sens négatif, l'esprit de corps pousse ses tenants à se coopter dans un cercle fermé, à tolérer voire couvrir les abus de leurs camarades, à tricher dans le sens de leurs intérêts, ou à « se faire justice eux-mêmes ». C'est souvent ainsi qu'on le perçoit de l'extérieur et qu'on le stigmatise, puisque son autre forme est relativement banalisée.
L'esprit de corps ne doit pas être confondu avec la simple loyauté (ou alors une loyauté exacerbée et refermée sur elle-même). La loyauté est un penchant individuel, avec parfois des effets plus larges, et peut s'appliquer à un objet extérieur (le roi, un dictateur idolâtré, la Nation, etc.) ; l'esprit de corps est par nature un phénomène collectif, qui ne peut s'appliquer qu'au groupe lui-même.
Ce n'est pas non plus la simple discipline, qui se limite au respect des ordres et peut s'obtenir par la contrainte, alors que l'esprit de corps naît de l'expérience et peut pousser à la désobéissance.

## Institutions connues pour leur esprit de corps
- Les armées de nombreuses nations
  - en particulier les forces d'élite comme la Légion étrangère, la Légion espagnole, les US Marines, les régiments de la garde royale britannique (Guards Division), ou les commandos
  - Les sapeurs-pompiers qui sont d'ailleurs, aussi réunis en corps départementaux ou communaux
  - également les marines nationales avec une longue tradition
  - les écoles militaires, qui cherchent à créer l'esprit de corps pour renforcer l'armée
- Les grandes écoles françaises
- Le clergé catholique
- La haute fonction publique
- La magistrature
- Les professions libérales dirigées par un ordre professionnel comme les médecins, les avocats, les notaires.